# شاتشاي ساساكول
شاتشاي ساساكول (بالتايلندية: ฉัตรชัย อีลิทยิม) مواليد 5 فبراير 1970 في محافظة ناخون راتشاسيما، تايلاند، هو ملاكم محترف تايلندي يصنف ضمن فئة وزن الذبابة بدأ مسيرته الاحترافية سنة 1991. حقق بطولة المجلس العالمي للملاكمة. شارك في دورة الألعاب الأولمبية الصيفية سنة 1988. حقق الميدالية الفضية في دورة الألعاب الآسيوية 1990.

## إحصائيات
خاض خلال مسيرته 69 نزالا، فاز في 65 ولم يتعادل وخسر في 4. فاز بالضربة القاضية في 40 نزالا.

## الميداليات
| الميدالية | المسابقة                   |
| --------- | -------------------------- |
| فضية      | دورة الألعاب الآسيوية 1990 |

## روابط خارجية
- شاتشاي ساساكول على موقع بوكس ريك (الإنجليزية) (registration required)
- شاتشاي ساساكول على موقع اللجنة الأولمبية الدولية (الإنجليزية)
- شاتشاي ساساكول على موقع أوليمبيديا (الإنجليزية)